# インヴァネス統監
インヴァネス統監（インヴァネスとうかん、英語: Lord Lieutenant of Inverness）は、イギリスの官職。
統監の1つで、インヴァネスシャーを担当する。
1789年に勃発したフランス革命がヨーロッパ諸国に飛び火するとともに1792年にはスコットランド各地で暴動がおこり、地方政府の対応に不満を感じたイギリス政府は1794年にイングランドの統監職をスコットランドでも常設職として設立した。

## 一覧
- 1794年3月17日 – 1809年：第8代準男爵サー・ジェームズ・グラント（英語版）[2]
- 1809年9月2日 – 1853年7月30日：フランシス・オグルヴィ＝グラント（英語版）（のち第6代シーフィールド伯爵）[2]
- 1853年8月26日 – 1873年：初代ラヴァト男爵トマス・フレイザー（英語版）[2]
- 1873年4月18日 – 1887年9月6日：サイモン・フレイザー閣下（英語版）（のち第13代ラヴァト卿）[2]
- 1887年10月17日 – 1905年11月30日：第24代キャメロン氏族長ドナルド・キャメロン（英語版）[2]
- 1905年12月11日 – 1938年11月14日：アルフレッド・ドナルド・マッキントッシュ[2]
- 1939年1月2日 – 1951年10月11日：第25代キャメロン氏族長ドナルド・ウォルター・キャメロン（英語版）[2]
- 1952年1月28日 – 1970年11月29日：第7代マクドナルド男爵アレグザンダー・マクドナルド[2]
- 1971年1月31日 – 1985年：第26代キャメロン氏族長ドナルド・ハミッシュ・キャメロン（英語版）（のち騎士爵）[2]
- 1985年10月25日 – 1995年12月26日：ラクラン・マッキントッシュ[2]
- 1996年12月5日 – 2002年：コンティンのグレイ男爵ハミッシュ・グレイ（英語版）[2]
- 2002年11月19日 – 2021年8月2日：ドナルド・アンガス・キャメロン（英語版）（のち第27代キャメロン氏族長（英語版））[2][3]
- 2021年8月2日 – ：ジェームズ・ロバート・エドワーズ・ウォザースプーン[3]